# Bank (Breslauer Patriziergeschlecht)

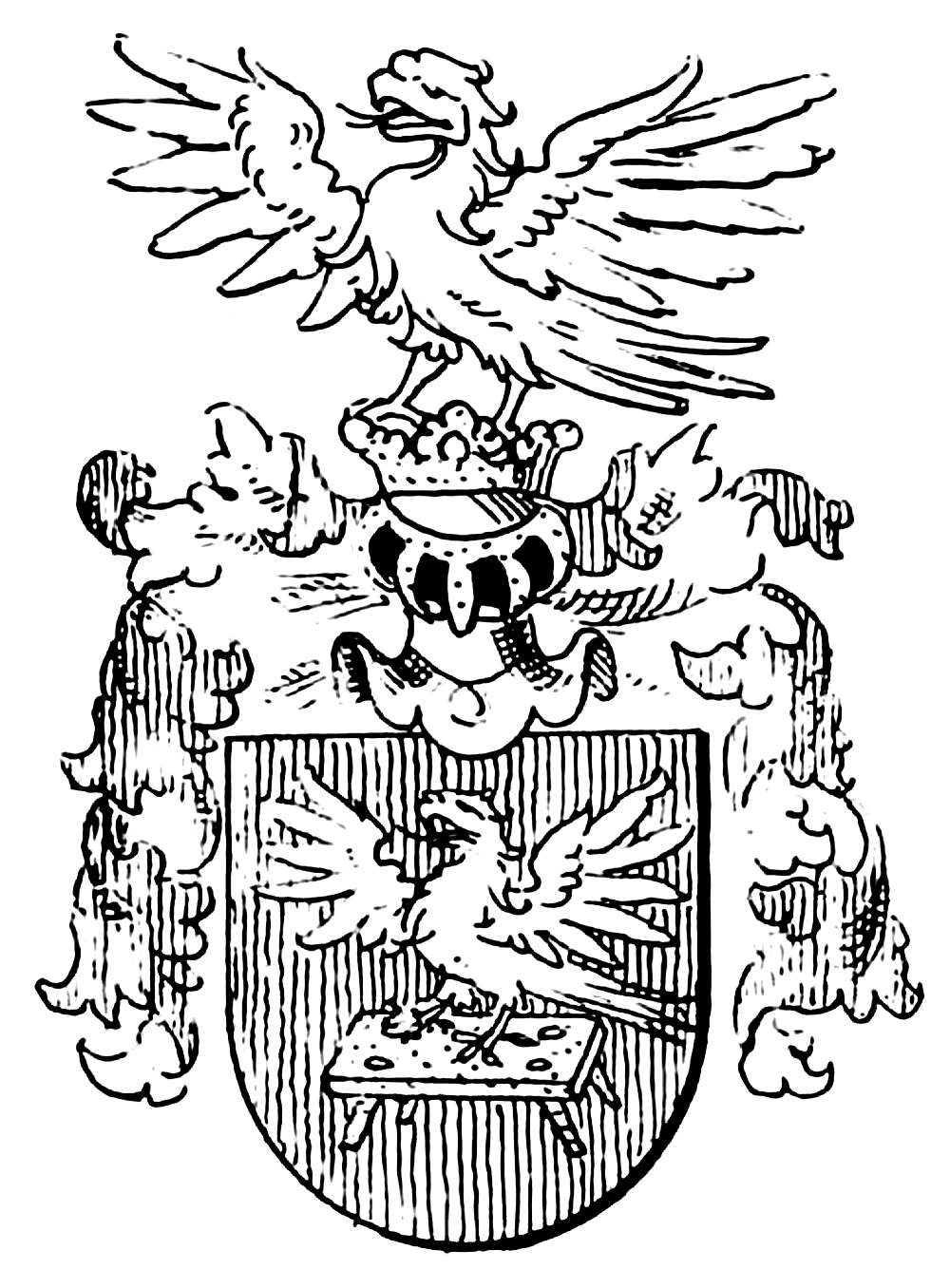
Wappen derer von Bank

Das Patriziergeschlecht Bank (auch Banke, Bancke, Bangke, Bancko, Banko, Bankow, Bankaw) war eine der mächtigsten Patrizierfamilien in Breslau. Von 1406 bis 1569 gehörten sieben Familienmitglieder dem Breslauer Rat an; vier von diesen waren Ratsälteste und bekleideten in dieser Position zugleich das Amt Landeshauptmanns des Fürstentums Breslau.
Dieses aus Bankau im Herzogtum Brieg stammende Patriziergeschlecht Bank ist nicht identisch mit dem Breslauer Patriziergeschlecht Banz, und auch nicht mit einem gleichnamigen Breslauer Geschlecht Bank aus Bankau im Kreis Kreuzburg.

## Geschichte
Stammsitz der Bank/Banke war das Dorf Bankau bzw. Bankow im Herzogtum Breslau. Nach dessen Teilung 1311 gelangte Bankau an das Herzogtum Brieg. Dort waren die Bank vermutlich Freigutsbesitzer. Urkundlich belegt sind für 1363/64 die Brüder Hanko († 1376), Heinz/Heinrich († 1372) und Kunz Bancke, die damals einen Besitzstreit vor dem Schiedsgericht führten. Dieses bezog sich auf die Aussage der Bankauer Schöffen. Kunze Banke ist noch für das Jahr 1364 in Bankau belegt.
Das Geschlecht der Bank/Banke erlosch 1605 mit Hans III. Banke (* 1569).

## Stammliste
- Hanko Bankaw († 1376), der älteste der drei oben genannten Brüder, erwarb zwischen 1364 und 1370 mehrere Güter im Fürstentum Breslau.
  - Katharina, ⚭ mit Peter Megerlein
  - Margarethe, ⚭ mit dem Breslauer Ratsherrn Johannes Beyer
  - Hans/Hannos Bankaw führte den ungeteilten Besitz seines Vaters zusammen mit seinem jüngeren Bruder Nicolaus/Nikolaus „dem Älteren“ fort. Sie waren Herren auf Kaltenhausen/Schönborn und Kegel, das sie 1391 verkauften. Von 1392 bis 1399, als beide das letzte Mal erwähnt wurden, besaßen sie Wirrwitz. Hans/Hannos ist für das Jahr 1394 als Schöffe verzeichnet; 1395 war er Landschöffe von Breslau. Seiner Ehe mit Katharina von Burg entstammen die Kinder
    - Johannes Banke („der Reiche“); † 1437 oder später, war bereits 1391 Königlicher Mann, 1406 als erster des Geschlechts Mitglied des Breslauer Rats. Herr auf Kaltenhausen (späterer Ortsname Schönborn) sowie auf Wilkau, Sagschütz, Heidewilxen und Dürrjentsch. 1419 erwarb er Lohe und Deutsch-Lauden. Seinen Reichtum erlangte er durch Fernhandel, u. a. mit Polen, Flandern und Venedig. Erwarb am Breslauer Ring das Haus „zum Goldenen Becher“. Er war mit Margarethe, einer Tochter des Ratsherrn Heinrich Jenkwitz verheiratet, die Heidänichen und Jenkwitz in die Ehe brachte.
      - Hedwig, ⚭ Peter von Falkenheyn

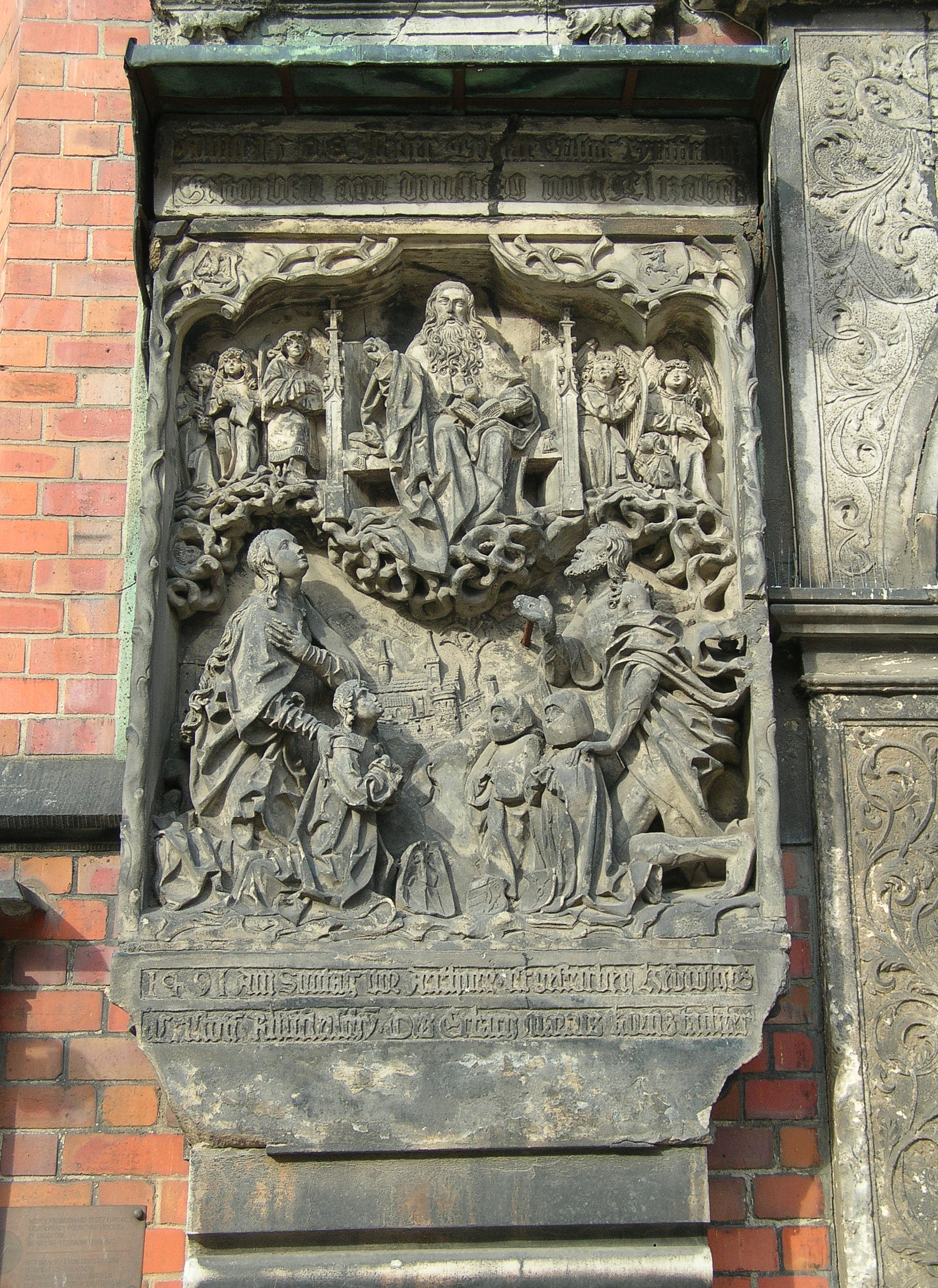
Epitaph des Breslauer Patriziers Christoph Rindfleisch an der Elisabethkirche (1505). In der linken oberen Ecke das mütterliche Vorfahrenwappen der Familie Bank (Katharina (1429–1484), ⚭ mit Hans Rindfleisch)

      - Epitaph des Breslauer Patriziers Christoph Rindfleisch an der Elisabethkirche (1505). In der linken oberen Ecke das mütterliche Vorfahrenwappen der Familie Bank (Katharina (1429–1484), ⚭ mit Hans Rindfleisch)Katharina (1429–1484), ⚭ mit Hans Rindfleisch, Breslauer Patrizier. Er wurde Ende der 1470er Jahre im polnischen Plock gezwungen, den Dieb, der ihn bestohlen hatte, nach polnischem Recht selbst zu henken, da er im Fall der Weigerung selbst gehenkt worden wäre. Da er es also tat, wurden er und seine Familie seitdem von seinen schlesischen Standesgenossen als ehrlos betrachtet. Das Manngericht im Fürstentum Brieg verweigerte 1501 jede Zusammenkunft, solange der Sohn Christoph daran teilnehmen wolle. Erst eine Wallfahrt ins Heilige Land und eine förmliche Adelsbestätigung 1511 durch Kaiser Maximilian I. konnten den Makel tilgen.[5]
      - Hans Banke († 1464) erwarb 1437 die Breslauer Fürstentums-Kanzlei und 1457 Bettlern. Führte die Kaufmannsgeschäfte seines Vaters fort. Er war mit Margarethe Reichel und nach deren Tod mit Hedwig von Popplau verheiratet. Diesen Ehen entstammten sechs Söhne und drei Töchter.
        - Hans Bank heiratete vor 1463 Ursula von Frankenstein und starb nach 1501.
          - Hans Bank
          - Margarethe, ⚭ Stenzel von Popplau

        - Stefan Bank war verheiratet mit Katharina Stolz, verwaltete die Fürstentumskanzlei seines Vaters und starb 1453.
          - Anna († 1546), ⚭ Yban von Tarnau, genannt Kuehschmaltz, Hofrichter von 1509 bis 1519
          - Michael

      - Alexius Banke „der Ältere“ († 1454) war der dritte Breslauer Ratsherr des Geschlechts. 1427 ist er als Königlicher Mann belegt, 1437 stieg er zum Ratssenior und damit zum Landeshauptmann auf. Zu seinem Besitz gehörten u. a.Schönborn, Wilkau, Dürrjentsch, Sagschütz, Woischwitz und Pirscham, sämtlich im Fürstentum Breslau sowie das Vaterhaus am Breslauer Ring. Außerdem Gniefkau und Borne im Weichbild Neumarkt. Er war mit Barbara, Tochter des Leuthold von der Neiße vermählt. Über sie gelangte 1449 die Marienkapelle in der Elisabethkirche, die Otto von Neiße 1384 errichtet wurde, an die Bank/Banke.
        - Alexius, Herr auf Schalkau und Puschwitz, resignierte 1454 auf sein geistliches Amt und heiratete Margarethe von Schwobsdorf.
        - Anna, ⚭ Peter Girdan
        - Hedwig, ⚭ Andreas Böhme
        - Katharina, ⚭ 1473 den Ratsherrn Hieronymus Uthmann von Rathen

      - Martin Banke († 1480) Herr u. a. auf Schönborn, Wilkau, Sagschütz und Heidewilxen. 1458 gelange er als viertes Familienmitglied in den Breslauer Rat. Neben dem Haus am Ring gehörten ihm weitere Häuser am Roßmarkt. Seiner Ehe mit Hedwig Weißkorn entstammten die Söhne
        - Johann († 1508), ⚭ mit Ursula Schober
        - Martin, verkaufte 1535 das von seinem Vater in der Kupferschmiedstraße ererbte Haus seinem Bruder Georg.
        - Georg Banke
        - Alexius „der Jüngere“ († 1508), Herr auf Schönborn, Sagschütz, Heidewilxen, Zweibrodt und Unchristen. Königlicher Mann, 1494 als sechstes Familienmitglied in den Rat gelangt. In Breslau gehörte ihm ein Haus an der Sieben Kurfürsten-Seite des Ringes. Heiratete Dorothea Schwartzbach.
          - Antonius Banke „der Ältere“ (1498–1569), Königlicher Mann; seit 1532 das siebente und letzte[6] Familienmitglied im Breslauer Rat, wo er 1551 zum Senior aufstieg und damit zugleich das Amt des Landeshauptmanns ausübte. Besaß die Güter Born, Radaxdorf und Lobetinz im Weichbild Neumarkt sowie Sillmenau, Oldern und Benkwitz im Weichbild Breslau. In der Stadt Breslau gehörten ihm mehrere Häuser. 1536 ist er als Vorsteher des Hospitals zur Heiligen Dreifaltigkeit verzeichnet, 1538 war er Verweser des Spitals zum Heiligen Leichnam. Er war mit Dorothea Rothe und nach deren Tod mit Anna Rehdiger aus der Familie des Nicolaus Rehdiger verheiratet. Diesen Ehen entstammten die Kinder
            - Anna, ⚭ mit Ludwig Schilling von Krakau verheiratet
            - Hedwig († 1583), ⚭ den Ratsherrn und späteren Ratsältesten Adam von Dobschütz
            - Eva (1600), ⚭ Nicolaus von Reiche
            - Maria (1579), ⚭ Andreas von Heugel
            - Antonius „der Jüngere“ († 20. März 1567), starb im Alter von 18 Jahren, noch vor seinem gleichnamigen Vater.
            - Anna († 1553), ⚭ mit Blasius Schramm und nach dessen Tod mit Hieronymus von Saurma

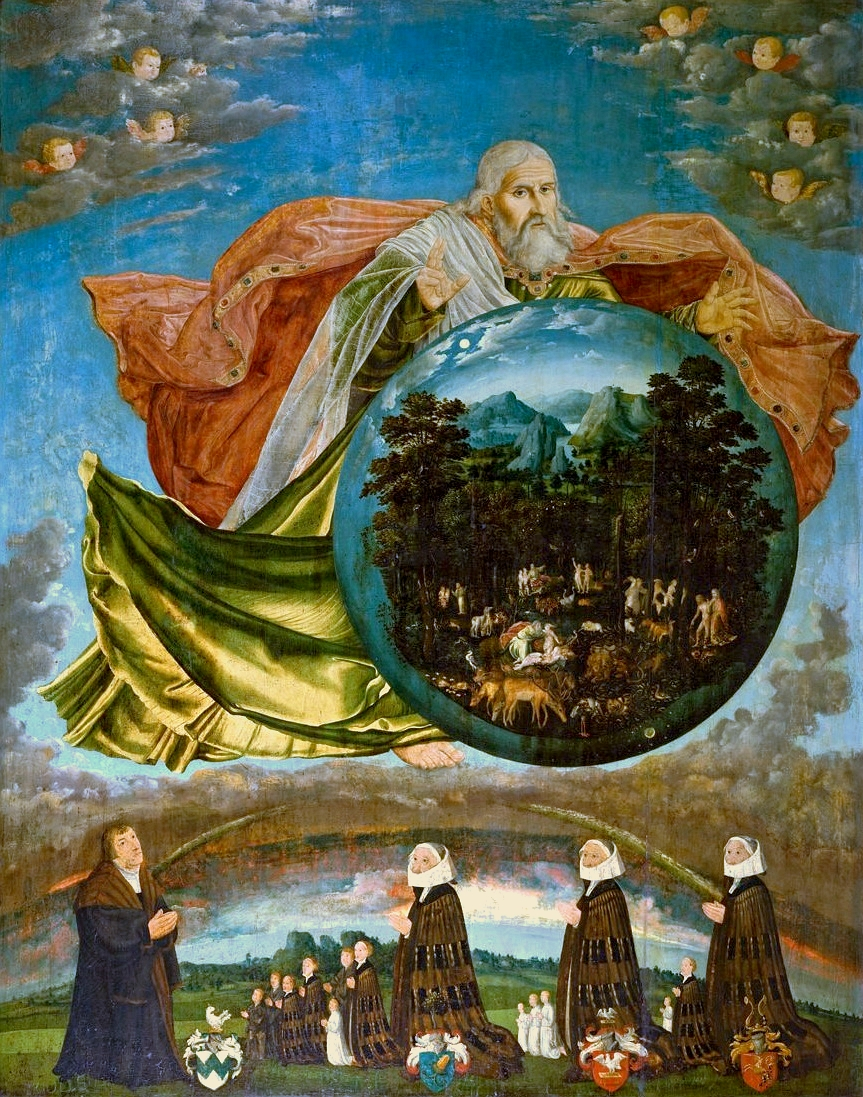
Epitaph Familie des Nicolaus von Jenkwitz gen. Posadowsky, dessen 2. Ehefrau seit 1527 Apollonia Bank war. Die Tochter Antons ist mit ihrem Familienwappen dargestellt

            - Epitaph Familie des Nicolaus von Jenkwitz gen. Posadowsky, dessen 2. Ehefrau seit 1527 Apollonia Bank war. Die Tochter Antons ist mit ihrem Familienwappen dargestelltApollonia, ⚭ 1527 den Ratsherrn Nicolaus von Jenkwitz, genannt Posadowsky

        - Christoph Banke († 1490), studierte ab 1456 an der Universität Leipzig, danach war er Erbherr auf Schönborn, halb Dürrjentsch sowie Anteilen von Puschwitz. 1474 wurde er der fünfte Ratsherr des Geschlechts der Banke. 1467 vermählte er sich mit Magdalene von Burg.
          - Katharina († 1509), ⚭ 1482 den Ratsherrn David Jentsch
          - Hans I. Banke hat 1502 Puschwitz und Dürrjentsch verkauft.
            - Katharina, ⚭ den Ratsherrn Andreas Becherer
            - Hans II. Banke war zunächst Altarist in Breslau. 1532 resignierte er auf sein geistliches Amt und erwarb Eckersdorf und Bistrickwitz im Fürstentum Teschen. 1546 vermählte er sich mit Martha von Holtz
              - David, ⚭ Katharina von Rohn; die Ehe blieb kinderlos
              - Georg, unternahm 1578 eine Bildungsreise, von der er nicht zurückkehrte.
              - Hans III. Banke (* 1569), starb am 6. April 1605 in Danzig unvermählt, als Letzter des Geschlechts.

        - Katharina, ⚭ den Ratsherrnsohn Stenzel Büttner
        - Margarethe, ⚭ den Ratsherrn Peter Rothe „den Jüngeren“, danach Matthias Jentsch

    - Nikolaus „der Jüngere“
    - Dorothea, ⚭ mit Kaspar Beyer, in zweiter Ehe mit Leonhard Reichel
    - Katharina, ⚭ nach 1381 den Neisser Ratsherrn Franz Liebig

  - Nicolaus/Nikolaus „der Ältere“ († 1427), war 1417 der zweite Breslauer Ratsherr der Bank/Banke. 1418 als Königlicher Mann verzeichnet. Er war mit Anna, der Tochter des Ratsherrn Heinrich von Jenkwitz verheiratet.
    - Katharina, ⚭ Nicolaus von der Heyde
    - Margarethe, ⚭ Johanes von der Heyde
    - Anna ⚭ Hannos Hesse
    - Elisabeth, ⚭ Nicolaus Conrad
    - Hans Banke, Herr auf Falkenau, erwarb 1447 Jelline. Von 1434 bis 1439 ist er als bischöflicher Hauptmann des Fürstentums Neiße belegt.
      - Martin († 1466), Bürger von Brieg. War mit N. N. von Pückler verheiratet
        - Michael Banke, 1466 als Baccalaureus belegt, 1470 als Notar in Brieg. Von 1481 bis 1486 war er Notar des Breslauer Konsistoriums. Da er unverheiratet blieb, erlosch mit ihm dieser Zweig des Geschlechts.
- Heinrich/Heinz Banke († 1372) war Magister und von 1333 bis 1368 Rektor der Elisabethschule in Breslau.
- Kunze Banke ist noch für das Jahr 1364 am Stammsitz Bankau belegt.

## Wappen

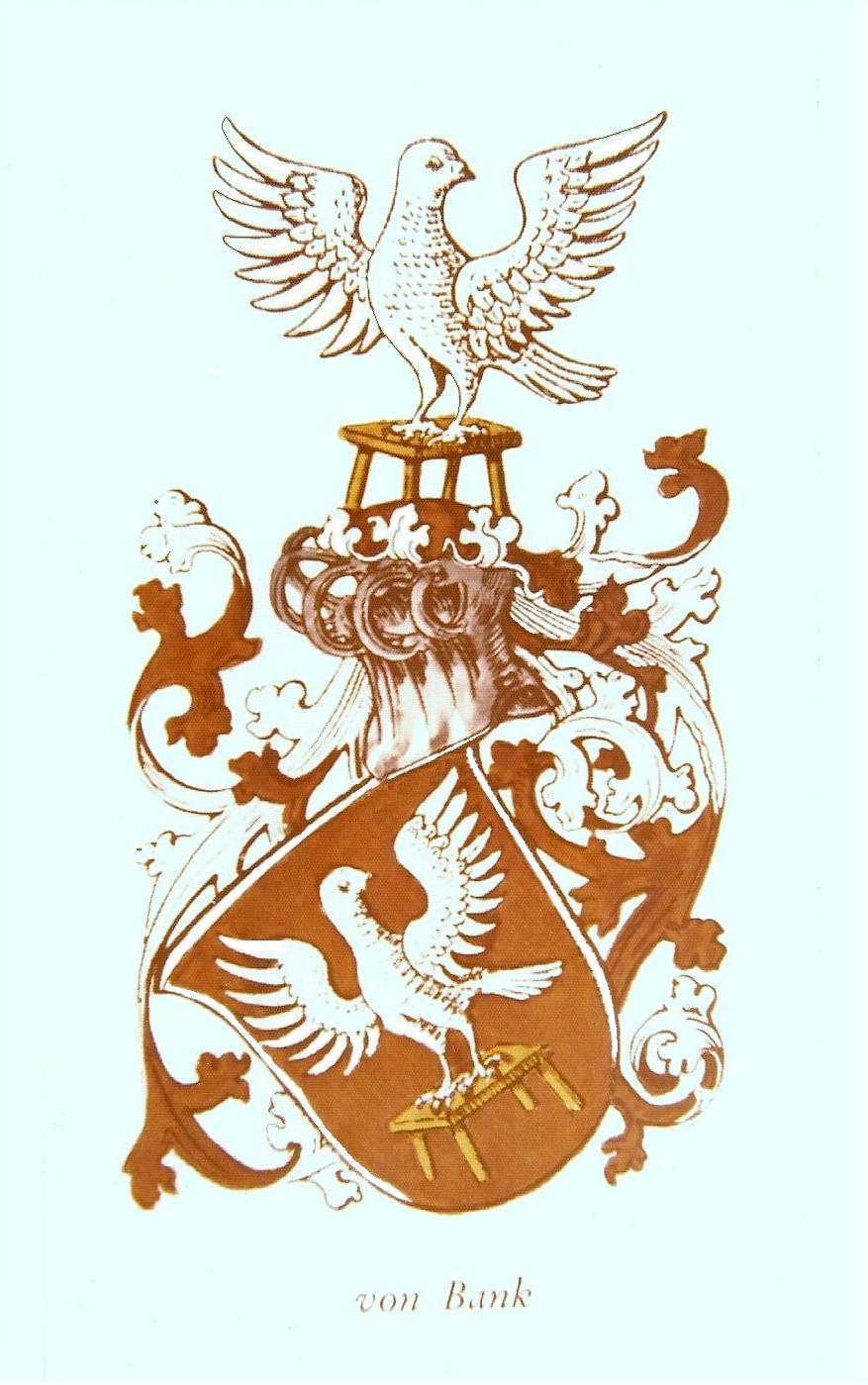
Wappen von Bank

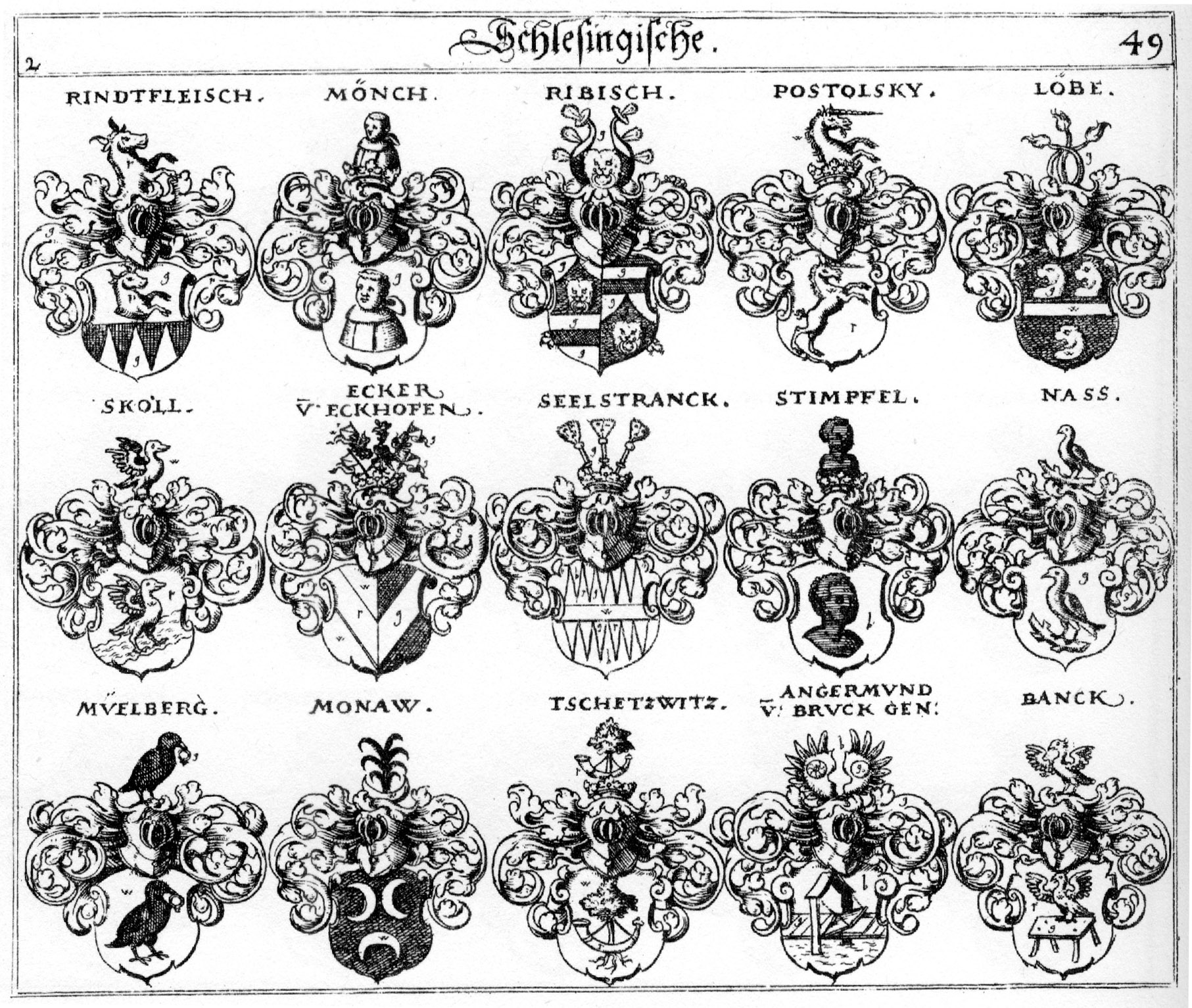
Wappen der Bank in Siebmachers Wappenbuch, 1701/1705 Teil 2, Tafel 49, unten rechts

1423 siegelte Ratsherr Johannes Banke noch mit einer Hausmarke, die auch Epitaphien in der Elisabethkirche (Breslau) und der Magdalenenkirche (Breslau) ziert.
Später wurde ein redendes Wappen angenommen, das in Rot auf einer goldenen Bank eine silberne Taube mit erhobenen Flügeln zeigt. Im 16. Jahrhundert wurde die Taube auch braun tingiert, woraus schließlich die Darstellung eines silbernen Adlers resultierte. Auf dem gekrönten Bügelhelm mit rot-silbernen Decken der Vogel.